# Historia Gdańska

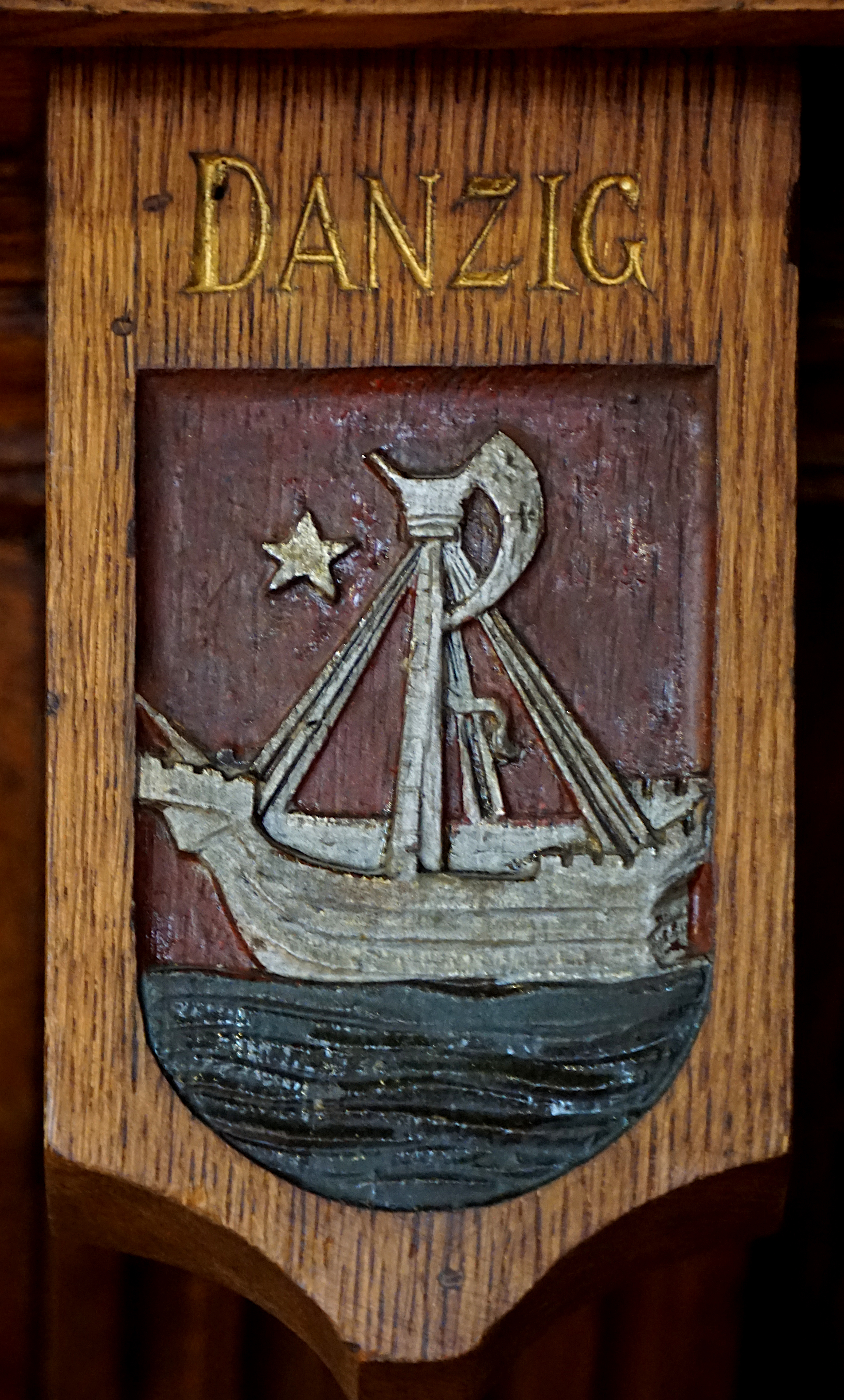
Dawny herb Gdańska w sali plenarnej staromiejskiego ratusza w Gdańsku

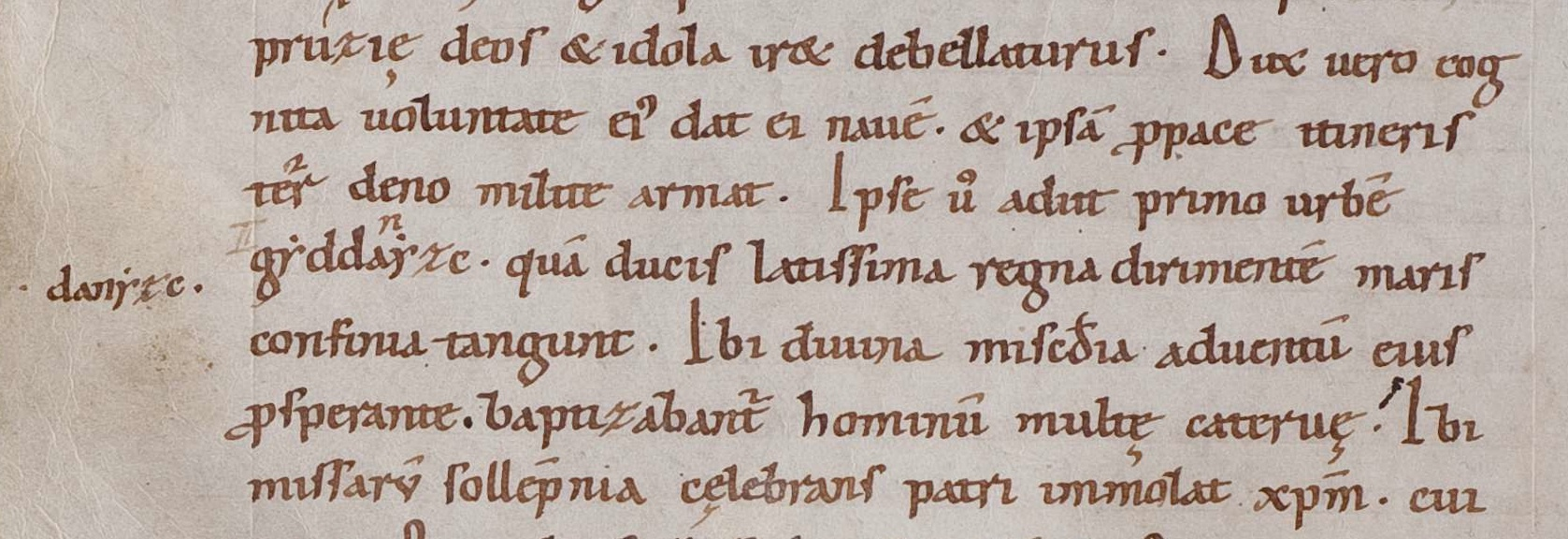
Fragment strony 69v rękopisu „Vita sancti Adalberti”, zawierający wzmiankę odnoszącą się do Gdańska.

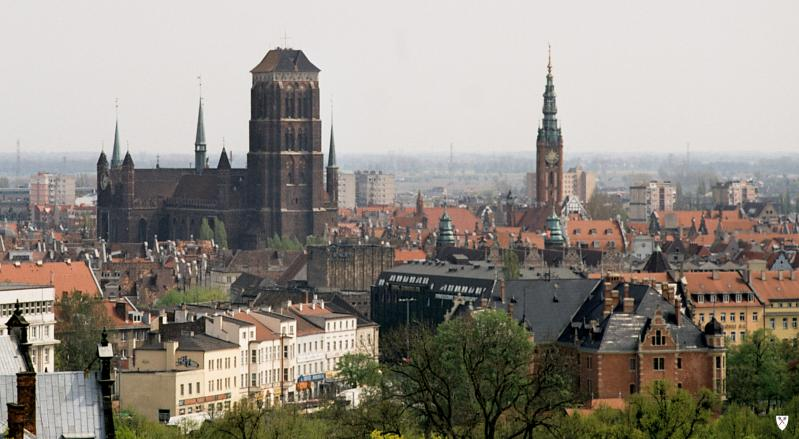
Główne Miasto widziane ze wzgórza Grodzisko

Gdańsk – miasto na pograniczu trzech kultur. Swój rozkwit zawdzięczał położeniu u ujścia Wisły, którą to drogą wodną począwszy od X wieku spławiano nad Bałtyk towary produkowane w Polsce i krajach ościennych.
Przecinały się tutaj też dwie przeciwstawne sobie drogi ekspansji: stałe dążenie państwa polskiego na północ oraz niemieckie parcie na wschód. Starcie tych dwóch sił oddziaływało na losy miasta przez wiele stuleci. W XI stuleciu osada, a wraz z nią cały region, należała do Królestwa Polskiego, by później na ponad dwieście lat w znaleźć się pod panowaniem książąt wschodniopomorskich, którzy pod koniec XIII wieku scedowali swą domen ręce władców Polski, Przemysła II i ostatecznie Władysława Łokietka. W roku 1308 Gdańsk został zajęty zbrojnie przez Krzyżaków, którzy władali do roku 1456, kiedy to Prusy Królewskie, a wraz z nimi Gdańsk, znalazły się – na ponad trzy stulecia – w granicach Rzeczypospolitej. Utracony na rzecz Prus w roku 1793. W latach 1807–1814 i 1920–1939 Gdańsk był Wolnym Miastem. W roku 1945 – decyzją wielkich mocarstw podczas konferencji w Poczdamie  został ponownie przyznany Polsce.

## Przynależność państwowa

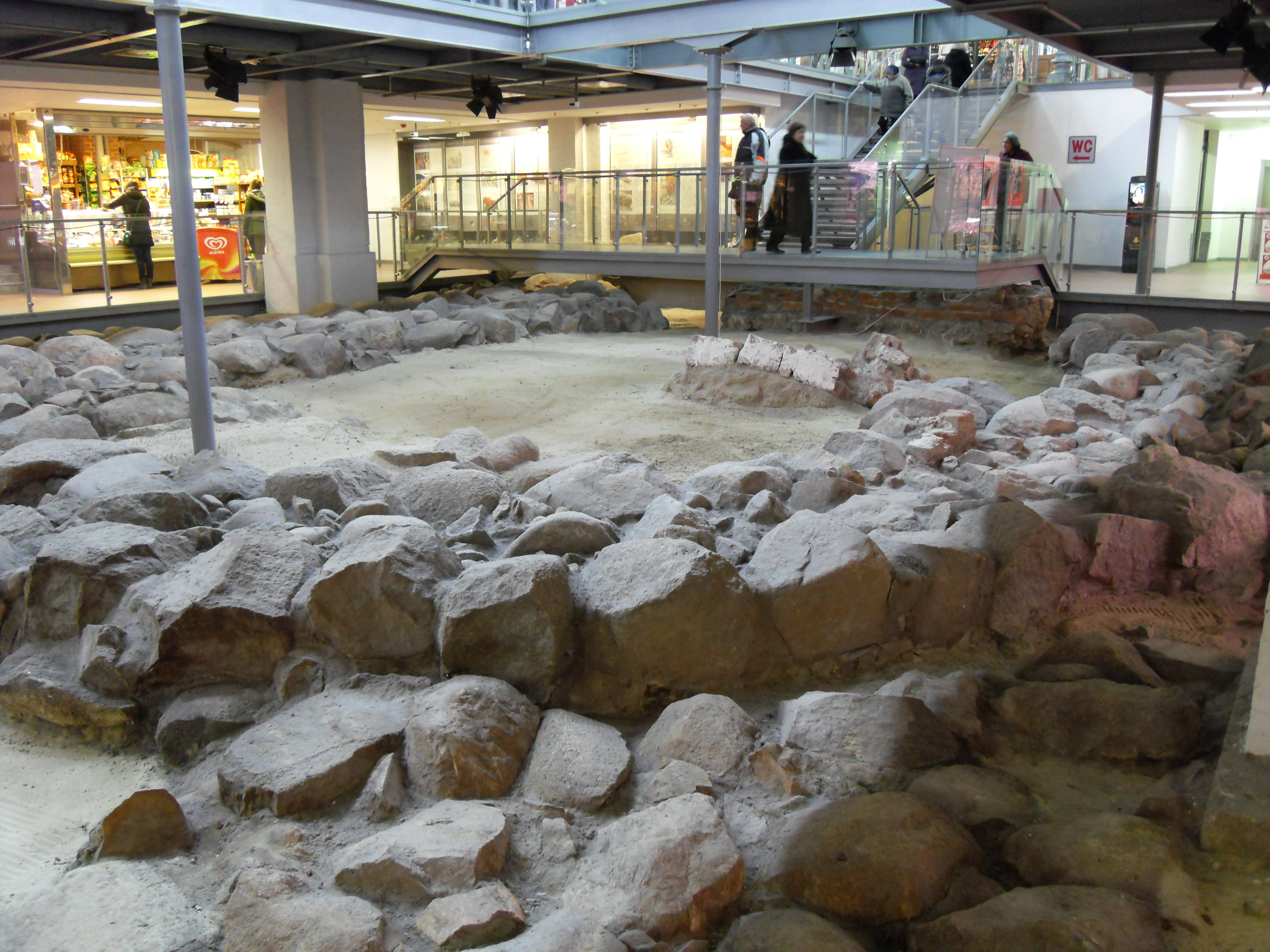
Podziemia Hali Targowej, z romańskimi zabytkami z XII wieku

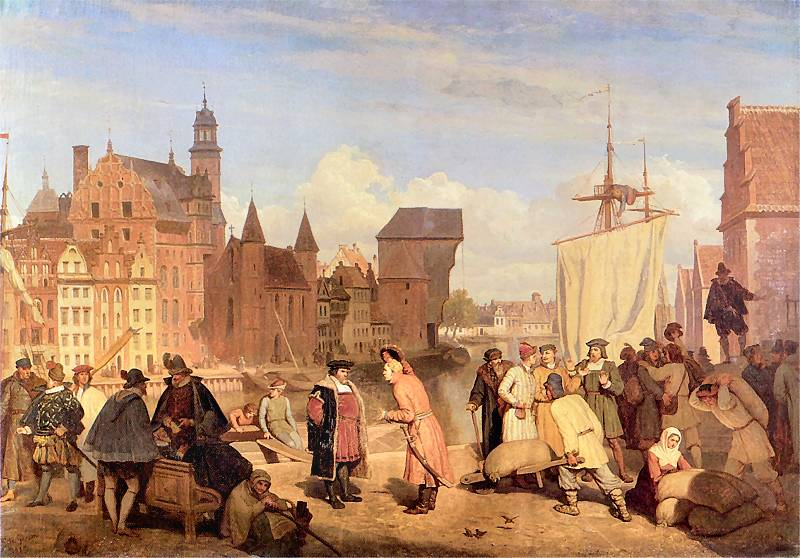
Handel gdański, mal. Wojciech Gerson

- 997–1227:  Księstwo/Królestwo Polskie
- 1227–1294:  Księstwo Pomorskie
- 1294–1308:  Księstwo/Królestwo Polskie
- 1308–1410:  Państwo zakonu krzyżackiego
- 1410–1411:  Korona Królestwa Polskiego
- 1411–1454:  Państwo zakonu krzyżackiego
- 1454–1569:  Korona Królestwa Polskiego
- 1569–1793:  Rzeczpospolita, Korona Królestwa Polskiego
- 1793–1807:  Królestwo Prus
- 1807–1814:  Wolne Miasto Gdańsk (zależne od Cesarstwa Francuskiego)
- 1815–1871:  Królestwo Prus
- 1871–1918:  Cesarstwo Niemieckie
- 1918–1920:  Republika Weimarska
- 1920–1939:  Wolne Miasto Gdańsk
- 1939–1945:  III Rzesza
- 1945–1989:  Polska Rzeczpospolita Ludowa
- 1989–obecnie:  Rzeczpospolita Polska

## Wczesne średniowiecze i rozbicie dzielnicowe
Gdańsk po raz pierwszy został wymieniony jako miasto (Gyddanyzc urbs) w „Żywocie św. Wojciecha” (Vita prima Sancti Adalberti), spisanym przez Jana Kanapariusza w roku 999 w Rzymie. Z zapisu tego wynika, że św. Wojciech był w Gdańsku – i ochrzcił kilka tysięcy osób – wiosną 997 roku. Była to wówczas niewielka zapewne osada rybacka, położona na bagnistych terenach w widłach Wisły, Motławy i Raduni, a miano urbs zyskała dzięki istniejącemu tu grodowi. Gród ten obwiedziony był drewniano-ziemnym wałem i fosą, a z osadą łączył go drewniany most.
Innym miejscem, w którym odnaleziono ślady osadnictwa z X w. są okolice ratusza i Hali Targowej. W latach 70. XX w. prof. Andrzej Zbierski odkrył w wykopie pod ratuszem drewnianą konstrukcję, którą interpretował jako wał obronny z X w., jednakże ustalenia te były wówczas kwestionowane przez środowisko naukowe. W roku 2022 z ponownie odsłoniętego wykopu pod Wielką Salą Wety i Galerią Palową pobrano próbki drewna. Datowanie radiowęglowe dało wynik pomiędzy latami 911 a 951, zaś dendrochronologiczne wskazało na rok 930. W dwóch nowych wykopach odkryto również ceramikę słowiańską charakterystyczną dla pierwszej połowy X w. oraz kolejny fragment wału. Być może w tym miejscu istniał pierwszy gród zbudowany przez Piastów, ponieważ gród w widłach Motławy i Wisły zbudowano dopiero w latach 50.-60. XI wieku.
Wraz z upadkiem na początku XI wieku konkurencyjnego dla Gdańska ośrodka handlowego w Truso, w tym czasie głównego ośrodka handlowego rejonu ujścia Wisły, otwarła się droga do rozwoju osady. Jej mieszkańcy trudnili się głównie rybołówstwem, a wkrótce także i handlem z przybywającymi zza morza kupcami skandynawskimi i niemieckimi. Lokalni książęta chętnie przyjmowali i osadzali w podgrodziu, które z wolna stawało się miastem, kupców i rzemieślników, głównie z Lubeki, wówczas wiodącego ośrodka rodzącej się z wolna Hanzy. Historycy są w większości zdania, że chrześcijaństwo nie przyjęło się od razu, że kilkakrotnie w Gdańsku i jego okolicach zdarzały się powroty do wierzeń przodków, ale znajdowane przez archeologów w warstwach z X–XII wieku liczne drewniane i bursztynowe krzyżyki świadczą o umacnianiu się nowej religii.
Po zwycięskiej wojnie z Pomorzanami w latach 1115–1119 Bolesław III Krzywousty przyłączył Pomorze Gdańskie do Polski. Było to jednak panowanie krótkotrwałe. Po objęciu rządów na Pomorzu przez Świętopełka, nastąpił okres uniezależnienia się Pomorza Gdańskiego od Polski. Rozrastające się miasto budowane było na wbitych w bagnisty grunt palach wzdłuż głównego ciągu, jakim była dzisiejsza ulica Długa, wówczas wyłożona dębowymi dylami, a jej zakończeniem była przystań położona w pobliżu dzisiejszej Zielonej Bramy. Podstawami istnienia ówczesnego miasta były nadal rybołówstwo oraz rozwijający się handel. W mieście przybywało coraz więcej osadników z Niemiec.
W latach 1217 i 1227 miały miejsce wyprawy pomorskie Leszka Białego, ale nie ustanowiono zwierzchności Krakowa nad Pomorzem Gdańskim, wskutek śmierci Leszka w trakcie zjazdu w Gąsawie.
W 1242 roku pod Gdańsk dotarł podjazd krzyżacki, w wyniku czego książę Świętopełk musiał oddać Krzyżakom jako zakładnika swojego syna Mściwoja.
Bulla papieska Aleksandra IV przyznała miastu – od roku 1260 – prawo organizowania dorocznych jarmarków św. Dominika. Prawa miejskie na prawie lubeckim miasto otrzymało w 1263.
Po zajęciu miasta przez Brandenburczyków w roku 1271, Mściwoj II odzyskał Gdańsk, dzięki pomocy Bolesława Pobożnego. W 1272 Bolesław Pobożny zdobył miasto szturmem. 15 lutego 1282, w wyniku układu w Kępnie, doszło do zwierzchnictwa władcy Wielkopolski nad Pomorzem Gdańskim.

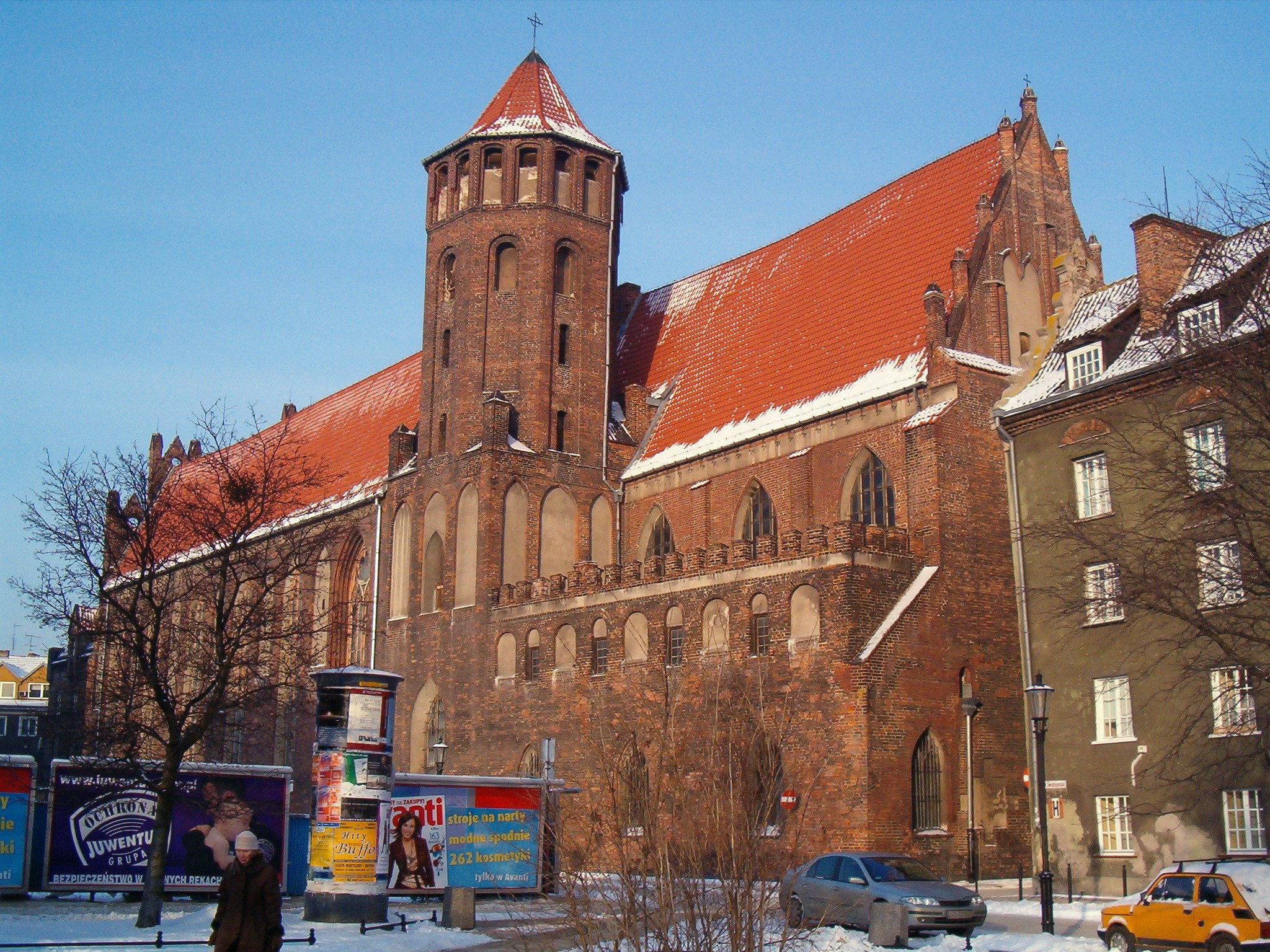
Kościół św. Mikołaja

Głównym typem budownictwa mieszkaniowego był wówczas dom zrębowy. W warstwach starszych, z X–XI wieku, archeolodzy odkryli też konstrukcje plecionkowe. Natomiast w mieście na prawie lubeckim pojawiły się w XIII wieku domy o konstrukcjach słupowej oraz szkieletowej (ryglowej) na wzór lubecki. W drugiej poł. XIII wieku powstały w Gdańsku pierwsze budowle ceglane: kościół św. Mikołaja oraz klasztor Dominikanów.
W roku 1306 Władysław I Łokietek mianował starostą gdańskim księcia kujawskiego, Kazimierza.

## Rządy krzyżackie
W sierpniu 1308 roku miasto opanowali Brandenburczycy, jednak bez grodu, bronionego przez sędziego Boguszę. Krzyżacy, wezwani przez Łokietka (za radą gdańskich dominikanów) do pomocy przy usunięciu Brandenburczyków, zajęli już w październiku część grodu i po nadejściu posiłków zaatakowali miasto. 13 listopada 1308, po wycofaniu się Brandenburczyków, Krzyżacy pod dowództwem Henryka von Plotzke dokonali rzezi mieszkańców. Po otrzymaniu skargi strony polskiej papież Klemens V powołał komisję w tej sprawie.
W roku 1343 zawarto układ pokojowy z Krzyżakami, w wyniku którego król Kazimierz III Wielki zrzekł się Pomorza Gdańskiego. W tym samym roku prawa miejskie otrzymało Główne Miasto. 31 lipca 1346 wielki mistrz krzyżacki Heinrich IV Dusemer von Arfberg wydał dokument, który zlikwidował resztki działania prawa miejskiego według wzoru lubeckiego i zastąpił je prawem chełmińskim. W latach 1361, 1378, 1411 i 1416 wybuchały krwawo tłumione powstania antykrzyżackie.

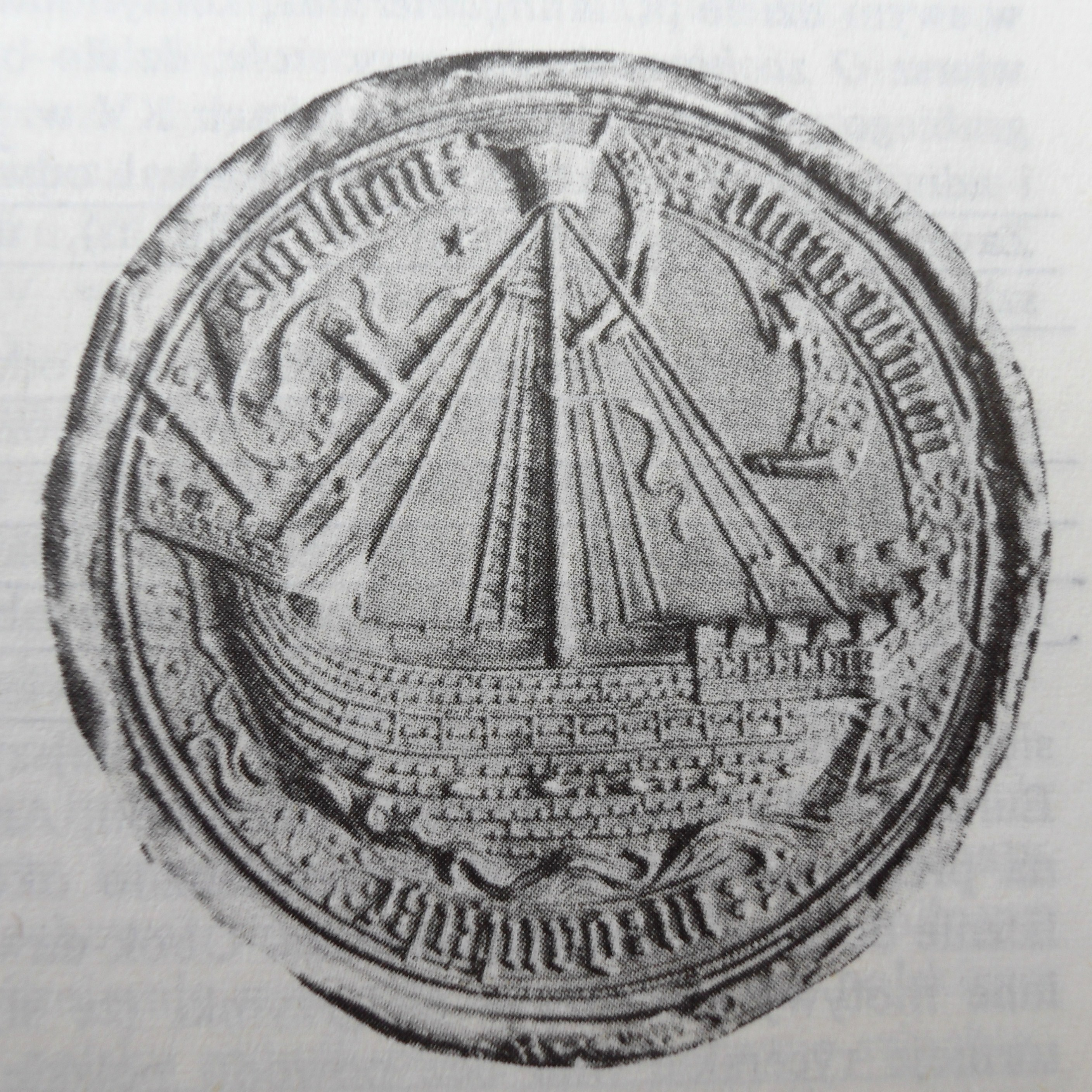
Pieczęć miasta Gdańska z XV wieku

W połowie XIV wieku został zbudowany pierwszy wodociąg w Gdańsku, kanał Raduni. Doprowadzał wodę do picia do miasta, a następnie była ona doprowadzona drewnianymi rurami do studzien miejskich.

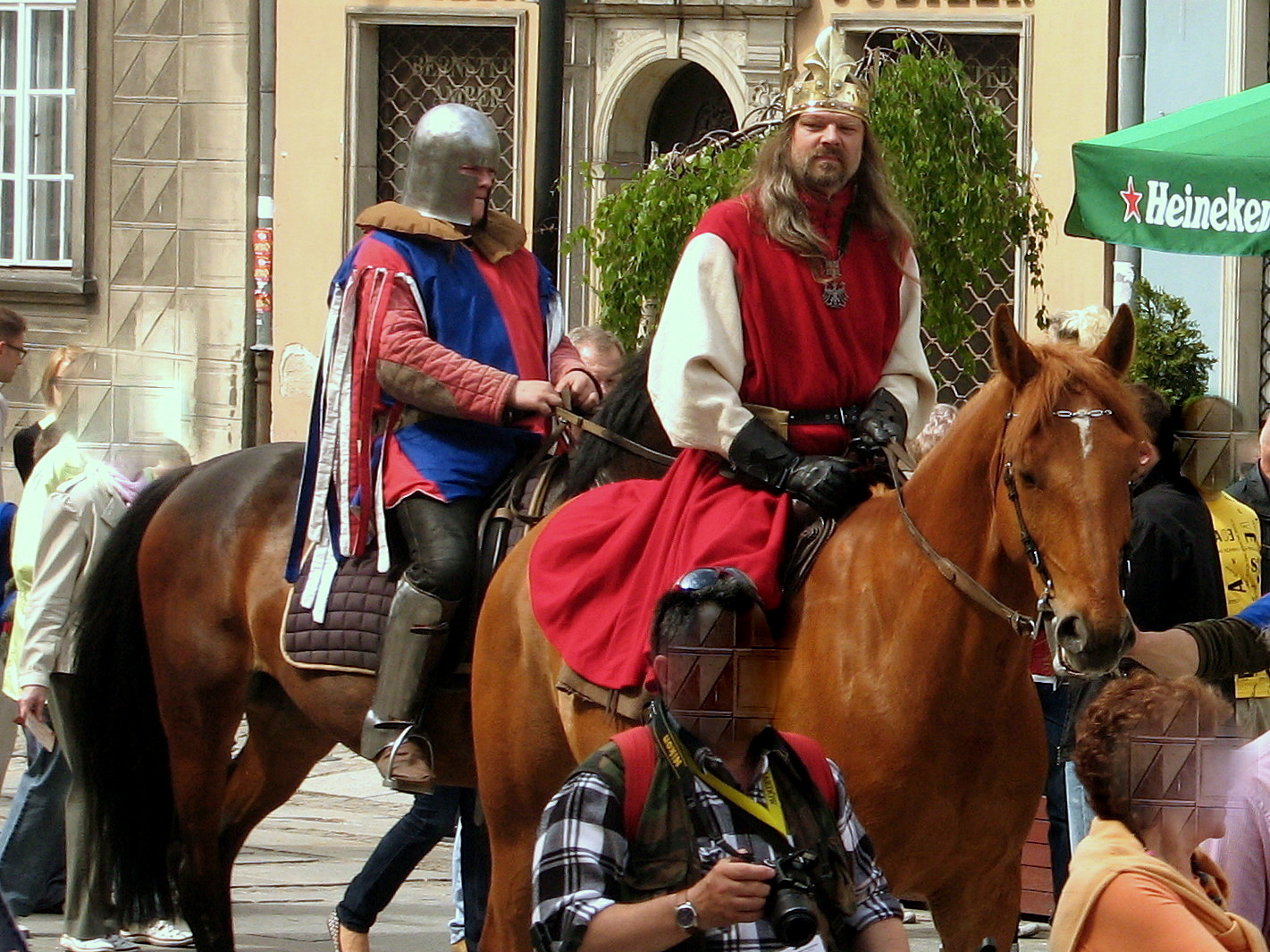
Wjazd Kazimierza IV Jagiellończyka do Gdańska – inscenizacja z 2010

W 1410 rada gdańska postanowiła uznać władzę Władysława Jagiełły. Gdańsk uzyskał przywileje, m.in. otrzymał okoliczne osady. Rok później Jagiełło, w wyniku traktatu w Toruniu, uwolnił Gdańsk od złożonej mu przysięgi. Gdańsk dotknęły represje ze strony Krzyżaków. 14 marca 1440 Gdańsk przystąpił do Związku Pruskiego.

## Polskie panowanie i okres rozkwitu
5 lutego 1454 wybuchło w Gdańsku powstanie antykrzyżackie. Mieszczanie zajęli m.in. Wielki Młyn, a załoga krzyżacka wycofała się do zamku. Po kilku dniach komtur zamkowy Konrad Pfersfelder poddał zamek, po czym mieszkańcy niezwłocznie przystąpili do jego rozbiórki. W ten sposób po 146 latach zakończył się okres panowania Krzyżaków w Gdańsku. 6 marca tego roku król Kazimierz IV Jagiellończyk, na wniosek poselstwa Związku Pruskiego z Janem Bażyńskim na czele, wcielił Gdańsk do Polski, udzielając mu jednocześnie przywileju bicia własnej monety (przywilej ten otrzymał też Toruń). Gdańsk został zwolniony z prawa nabrzeżnego, a także dopuszczono przedstawicieli ziem pruskich do elekcji króla Polski.
Gdańsk przystąpił do wojny trzynastoletniej w roku 1455; gdańszczanie złożyli hołd Kazimierzowi Jagiellończykowi, a 25 maja 1457 – podobnie jak Toruń – miasto otrzymało tzw. Wielki Przywilej, zapewniający swobodny przywóz towarów Wisłą z Polski, Litwy i Rusi bez konieczności kontroli oraz inne przywileje, które miały wynagrodzić miastu wkład w wojnę. Zawarcie w 1466 roku pokoju toruńskiego zagwarantowało Prusom Królewskim oraz Warmii pozostanie przy Polsce. W traktacie umieszczono zapis, że Gdańsk należy do Polski.

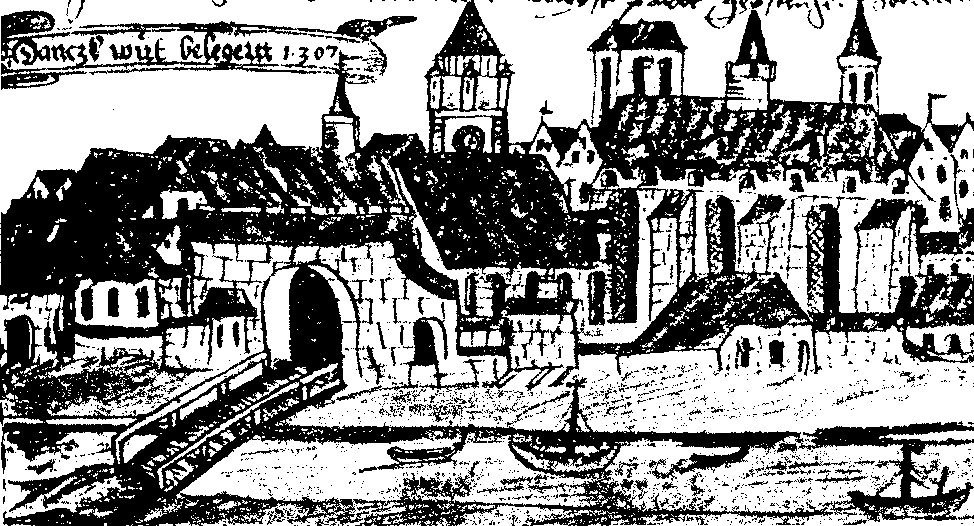
Mury miejskie Gdańska, ok. 1550

W 1467 król zlikwidował urząd gubernatora i powołał, na wzór Korony, tytuł capitaneus Prussiae Generalis. Utworzono województwo pomorskie, w którym utworzono urzędy kasztelanów, podkomorzych i sędziów, którzy wchodzili w skład tzw. rady pruskiej. W jej skład po dwóch wchodzili też przedstawiciele Gdańska, Elbląga i Torunia. Dla tych miast król powołał też starostów. W 1469 sądy grodzkie i ziemskie upodobniły ustrój Prus Królewskich do ustroju Korony.
Od końca XV wieku podstawowym urządzeniem sanitarnym na każdej działce mieszczańskiej była kloaka, w postaci wielopiętrowego wychodka na tyłach kamieniczek.

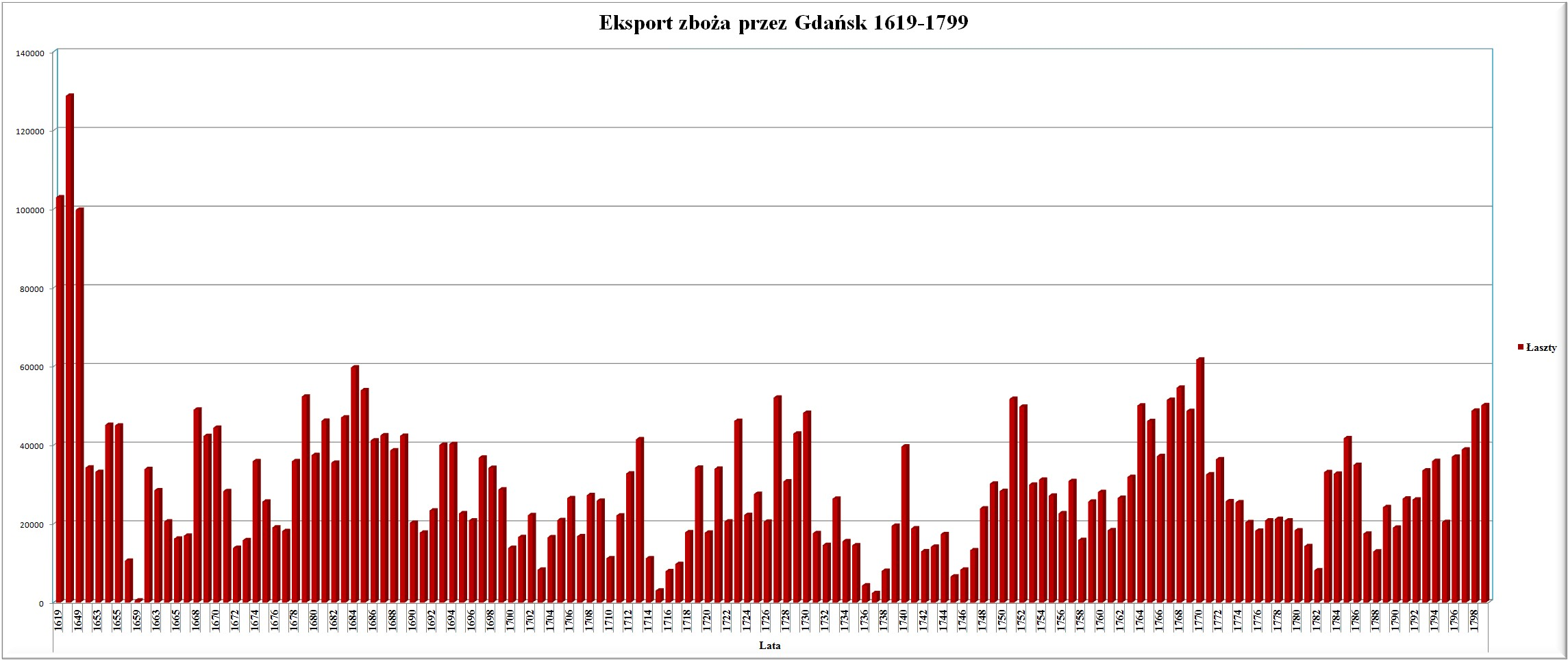
Eksport zboża przez Gdańsk w latach 1619–1799

Pod polskim panowaniem Gdańsk stał się dynamicznym ośrodkiem handlowym, posiadał rozległe kontakty handlowe z wieloma krajami, był związany z Hanzą. Wzrastał eksport, szczególnie zboża. Rozwój gospodarczy obrazują poniższe tabele, przedstawiające ruch w porcie gdańskim. Daje się zauważyć malejące znaczenie mniejszych ośrodków hanzeatyckich na rzecz niderlandzkich:
| Lata | Lubeka | Wismar | Rostock | Stralsund | Greifswald | Szczecin | Inne miasta | Razem |
| ---- | ------ | ------ | ------- | --------- | ---------- | -------- | ----------- | ----- |
| 1460 | 59     | 5      | 10      | 20        | 3          | 1        | 11          | 109   |
| 1470 | 118    | 2      | 12      | 7         | –          | 1        | 3           | 143   |
| 1475 | 185    | 15     | 32      | 26        | 3          | 7        | 8           | 276   |
| 1530 | 24     | 3      | 21      | 13        | 2          | 6        | 34          | 103   |
| 1583 | 66     | –      | –       | –         | –          | 44       | 4           | 114   |

| Lata | Flandria | Zelandia | Holandia | Geldria | Fryzja | Razem | Razem w % obrotów miasta |
| ---- | -------- | -------- | -------- | ------- | ------ | ----- | ------------------------ |
| 1460 | –        | 4        | 1        | 3       | 3      | 11    | 2,1                      |
| 1470 | 3        | 2        | 12       | 4       | –      | 21    | 5,8                      |
| 1476 | 6        | 22       | 143      | 6       | 23     | 200   | 31,1                     |
| 1530 | 8        | 8        | 188      | 10      | 44     | 258   | 39,0                     |
| 1583 | 20       | 17       | 576      | 34      | 423    | 1070  | 48,1                     |

W czasie wojny polsko-krzyżackiej 1519–1521, w dniach 8–10 listopada 1520 roku, posiłkujący Krzyżaków niemieccy landsknechci ostrzelali Gdańsk z Biskupiej Górki.

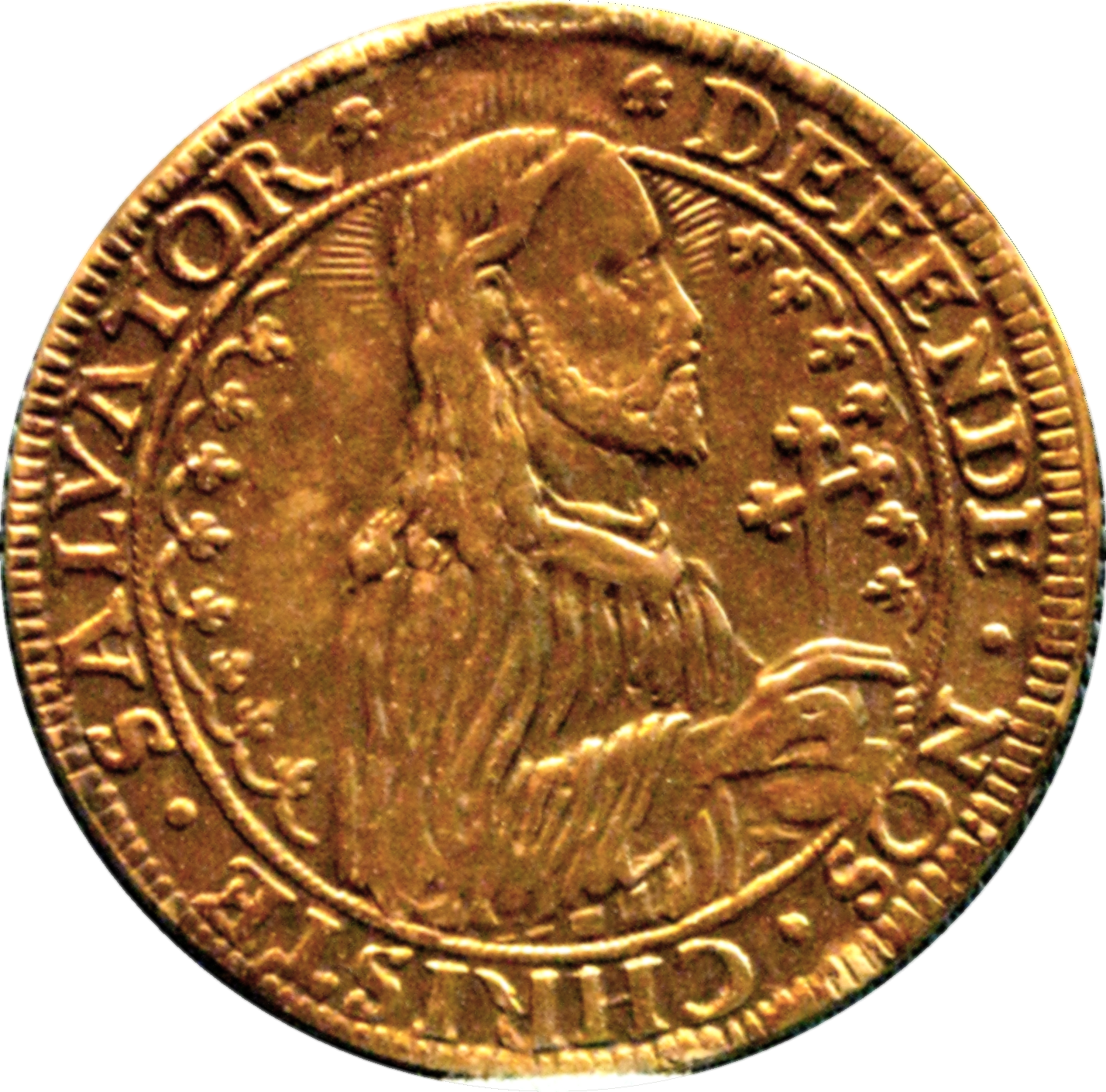
Talar wybity przez miasto Gdańsk, w czasie oblężenia w 1577 (na awersie zamiast postaci króla Stefana Batorego, postać Jezusa Chrystusa)

W 1525 roku miał miejsce tumult gdański, wystąpienie luterańskiego pospólstwa i plebsu przeciwko burmistrzowi Eberhardowi Ferberowi, które obaliło stary magistrat. 17 kwietnia 1526 roku król Zygmunt I Stary wkroczył do Gdańska na czele 8000 wojska, rozkazał ściąć buntowników i rozszerzył uprawnienia swojego burgrabiego, któremu nadał wyższe kompetencje niż burmistrzowi. Po stłumieniu gdańskiej rewolty, 13 czerwca 1526 roku 14 przywódców przewrotu z Jerzym Wendlandem na czele zostało ściętych na Długim Targu.
W 1536, z powodu zagrożenia epidemiologicznego z dotychczasowego wodociągu, Rada Miasta rozpoczęła starania o doprowadzenie do miasta wody do picia z jeziora Jasień, poprzez Potok Siedlecki.

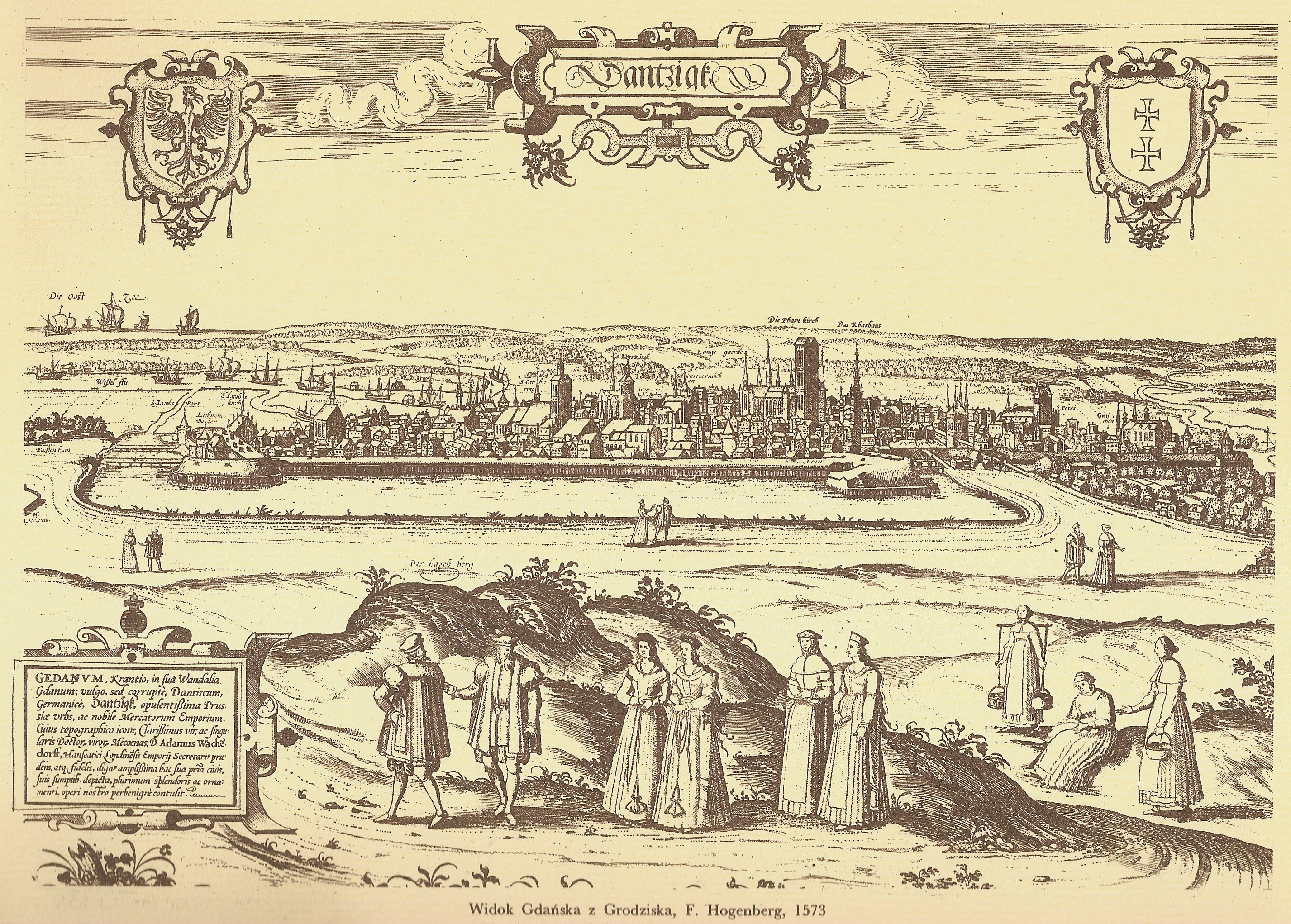
Gdańsk, 1573

Król Zygmunt II August, specjalnym dekretem tolerancyjnym dla Gdańska z roku 1557, uspokoił nastroje społeczne i położył kres walkom religijnym w mieście. Dekret tolerancyjny był pierwszym tego rodzaju aktem prawnym w Europie. Wprowadzono też unifikację monetarną.
W 1564 roku w Gdańsku odnotowano 23 899 ofiar epidemii dżumy.

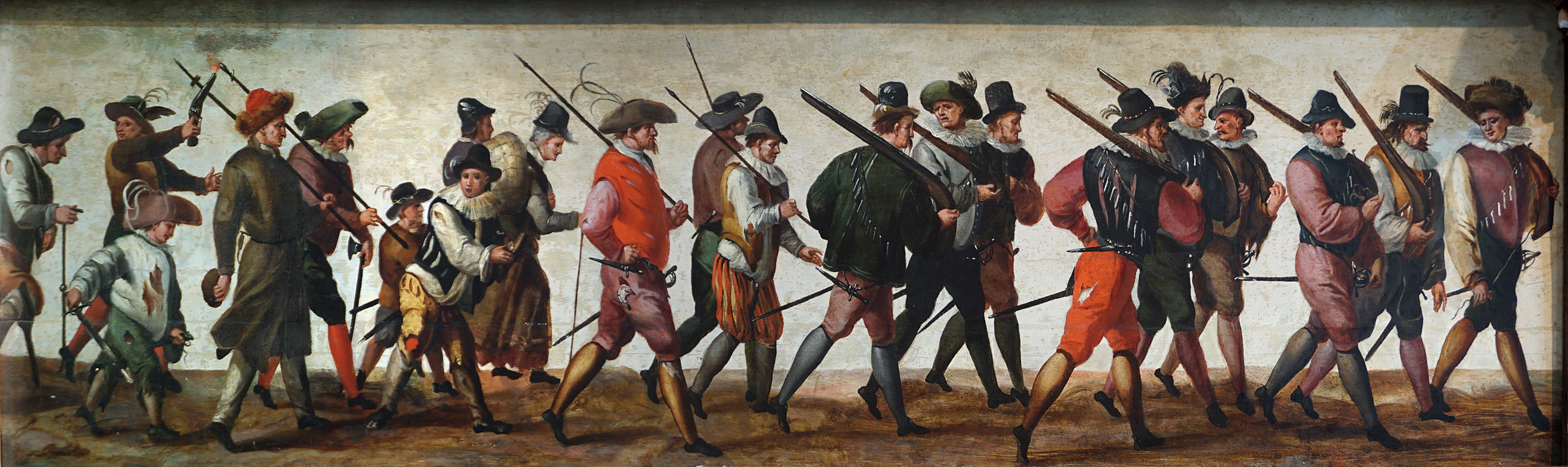
Gdańska piechota na malowidle z końca XVI w.

W roku 1575 Stefan Batory został królem Polski. Gdańsk nie chciał go jednak uznać i opowiedział się za cesarzem Maksymilianem II, który obiecał miastu znaczne korzyści handlowe. Nawet po śmierci cesarza w 1577, Gdańsk gotowy był do złożenia hołdu Stefanowi Batoremu jedynie w zamian za znaczne ustępstwa. Z tego powodu miasto było oblegane przez Stefana Batorego w roku 1577. Ostatecznie król zadowolił się przeprosinami i zapłatą 200 000 guldenów.
16 grudnia 1577 roku Stefan Batory potwierdził przywileje miasta, rozszerzając tolerancję religijną na inne wyznania. Gdańsk stał się schronieniem dla obcokrajowców prześladowanych w swoich krajach za przekonania religijne, wśród których były osoby wybitne i uzdolnione.

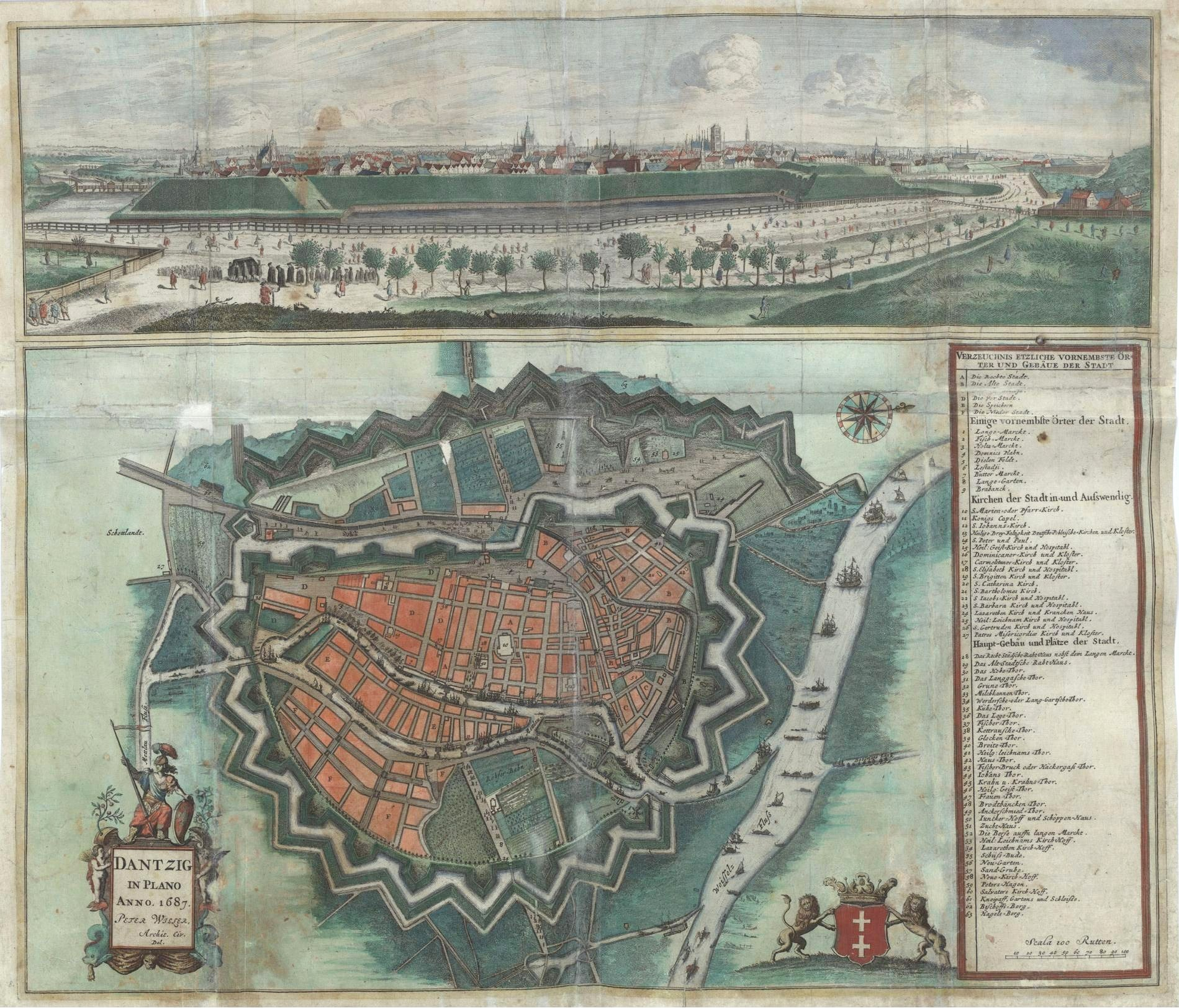
Gdańsk w XVII wieku, otoczony pierścieniem nowożytnych fortyfikacji miejskich

22 czerwca 1596 została otwarta Biblioteka Rady Miasta Gdańska (Bibliotheca Senatus Gedanensis), obecna Biblioteka Gdańska PAN.
W 1602 roku w wyniku epidemii dżumy zmarło 16 919 mieszkańców Gdańska.

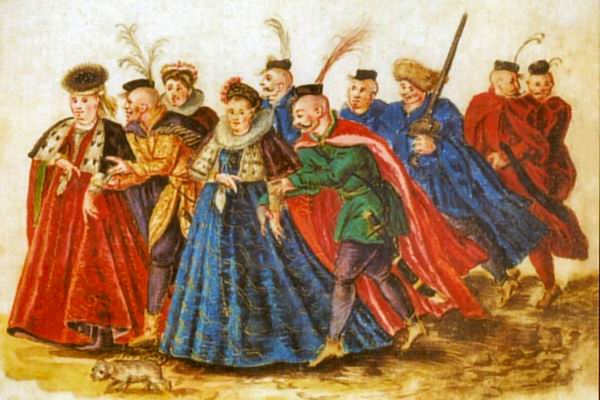
Gdańszczanki i grupa szlachty, 1608

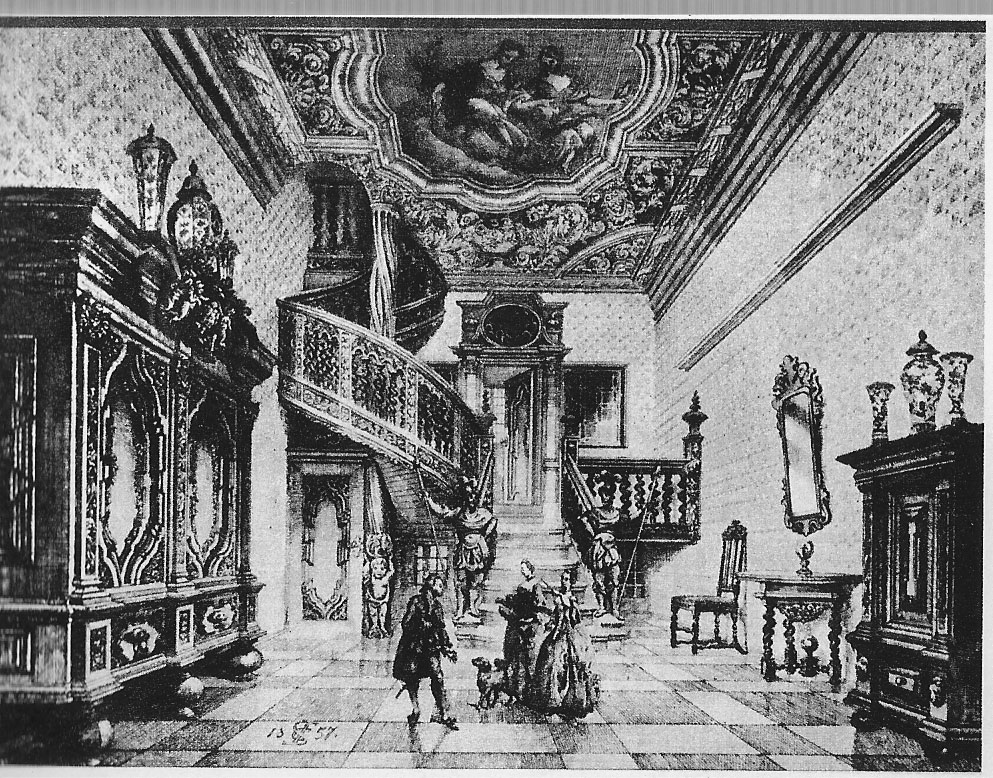
Sień gdańskiej kamienicy

28 listopada 1627 roku na redzie gdańskiej rozegrała się bitwa morska.

## Okres upadku
Wraz z potopem szwedzkim na Pomorzu nastąpił krach gospodarczy i tym samym nadszedł kres wcześniejszej pomyślności. Na początku 1656 roku Szwedzi spustoszyli Prusy Królewskie. Karolowi Gustawowi nie udało się jednak zdobyć Gdańska.
W lipcu 1656 flota 30 okrętów holenderskich, posiłkowana wkrótce 10 okrętami duńskimi, zniosła szwedzką blokadę portu gdańskiego i przerzuciła oddział posiłkowy w sile 1300 ludzi dla obrony miasta. 3 maja 1660 zawarcie pokoju w Oliwie zakończyło okres potopu szwedzkiego.
Od XVII wieku, z powodu wyczerpywania się przestrzeni w otoczonym fortyfikacjami Gdańsku, rozpoczęto zamykanie i stopniową likwidację przepełnionych cmentarzy przykościelnych. Parafie zaczęły wówczas zakładać własne cmentarze poza wałami, pod Biskupią Górką i pod Grodziskiem.
W latach 1700–1721 – podczas wielkiej wojny północnej Gdańsk był niejednokrotnie zagrożony przez obce wojska.
W czerwcu 1709 roku w mieście odnotowano pierwsze przypadki dżumy, w wyniku której później zmarło 25 tys. osób, a więc około 1/3 mieszkańców Gdańska.
Gdańsk opowiedział się za królem Stanisławem Leszczyńskim, stając się w Rzeczypospolitej głównym punktem oporu jego zwolenników przed interwencją rosyjską, w czasie wojny o sukcesję polską. Od lutego do września 1734 roku był oblegany przez Rosjan i częściowo zniszczony przez ostrzał artyleryjski.
Prusy zajęły w roku 1772 niektóre majątki Gdańska oraz Nowy Port. I rozbiór Polski dał Prusom kontrolę dostępu do Gdańska, z jednej strony od granic Torunia do granic Gdańska na Wiśle oraz z drugiej strony przez zajęcie Nowego Portu.

## Rządy pruskie
23 stycznia 1793 Prusy dokonały zaboru Gdańska.
Pod koniec XVIII wieku parafie zaczęły zakładać swoje cmentarze wzdłuż Wielkiej Alei, łączącej Gdańsk z Wrzeszczem. W okresach zwiększonej umieralności spowodowanej epidemiami, zakładano osobne cmentarze. Były one położone w większej odległości od Gdańska, najczęściej na wzniesieniach po zachodniej stronie miasta (m.in. na Chełmie).

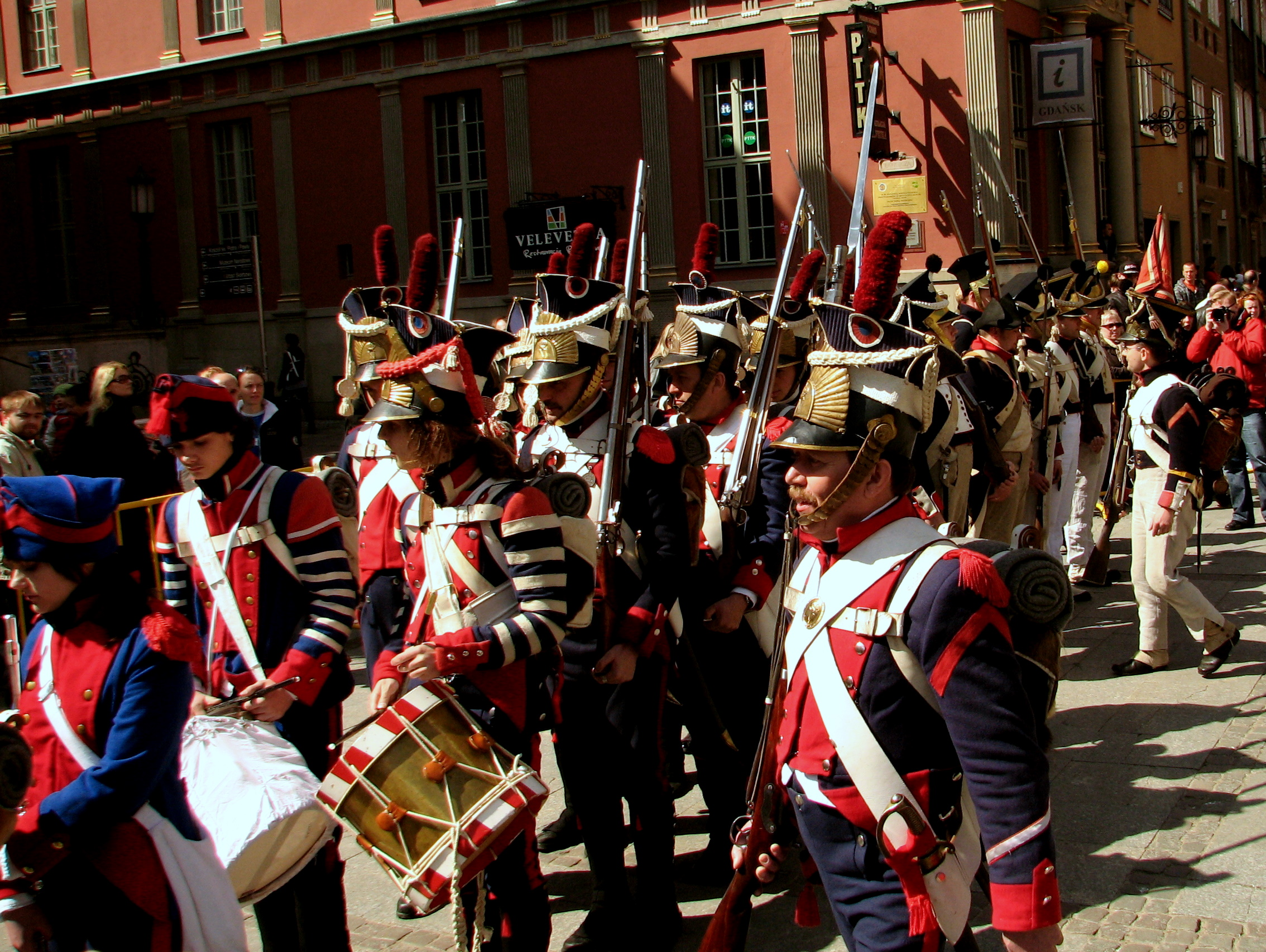
Wkroczenie wojsk francuskich do Gdańska po oblężeniu – inscenizacja z 2010

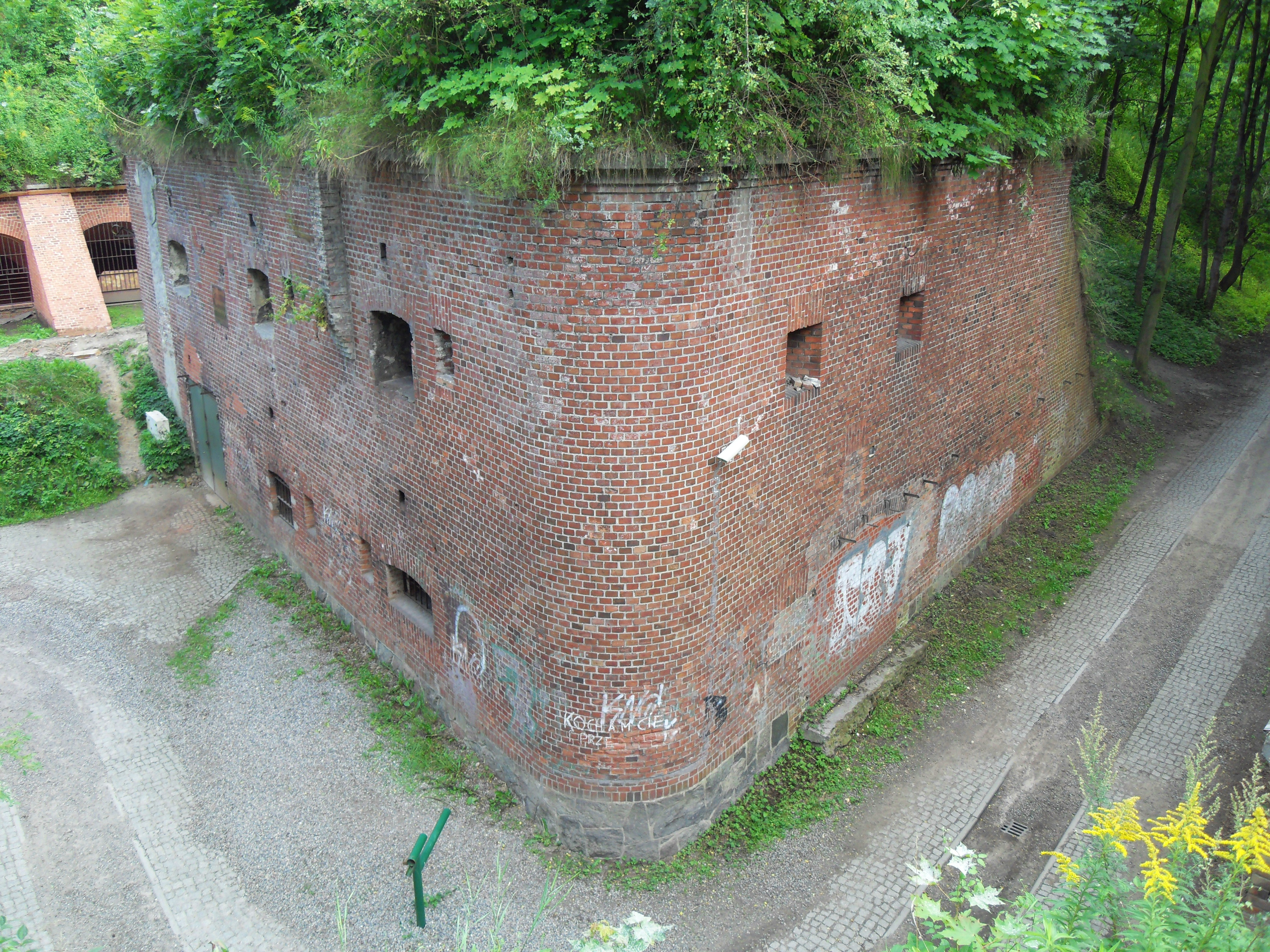
Fort Grodzisko

Po jedenastu tygodniach oblężenia miasta zostało zdobyte (w wyniku poddania) przez wojska napoleońskie, dowodzone przez marszałka Franciszka Józefa Lefèbvre’a. W bitwie o miasto 26 maja 1807 roku zasłużyły się oddziały polskie, które pod Wisłoujściem odrzuciły desant nieprzyjaciela. 9 lipca 1807 roku, na mocy postanowień traktatu w Tylży, utworzono pierwsze Wolne Miasto Gdańsk, zależne od Francji.
Od lutego 1814 roku Gdańsk ponownie znalazł się pod panowaniem Prus, co zostało potwierdzone na kongresie wiedeńskim w roku 1815 (m.in. ustalono przebieg nowych granic). Do połowy XIX wieku następował ogólny upadek miasta.
W 1815, ze względów sanitarnych, ostatecznie zostały zakazane pochówki w centrum Gdańska (intra muros).
Powierzchnia miasta w wewnętrznym kręgu nowożytnych fortyfikacji wynosiła 255 ha. Powierzchnia Dzieł Zewnętrznych, między fortyfikacjami wewnętrznymi i zewnętrznymi, wynosiła 83 ha. Łączna powierzchnia miasta wewnątrz wałów i bastionów wynosiła 338 ha, a z nimi 589 ha.
W kwietniu 1829 miała miejsce jedna z największych powodzi w historii miasta.

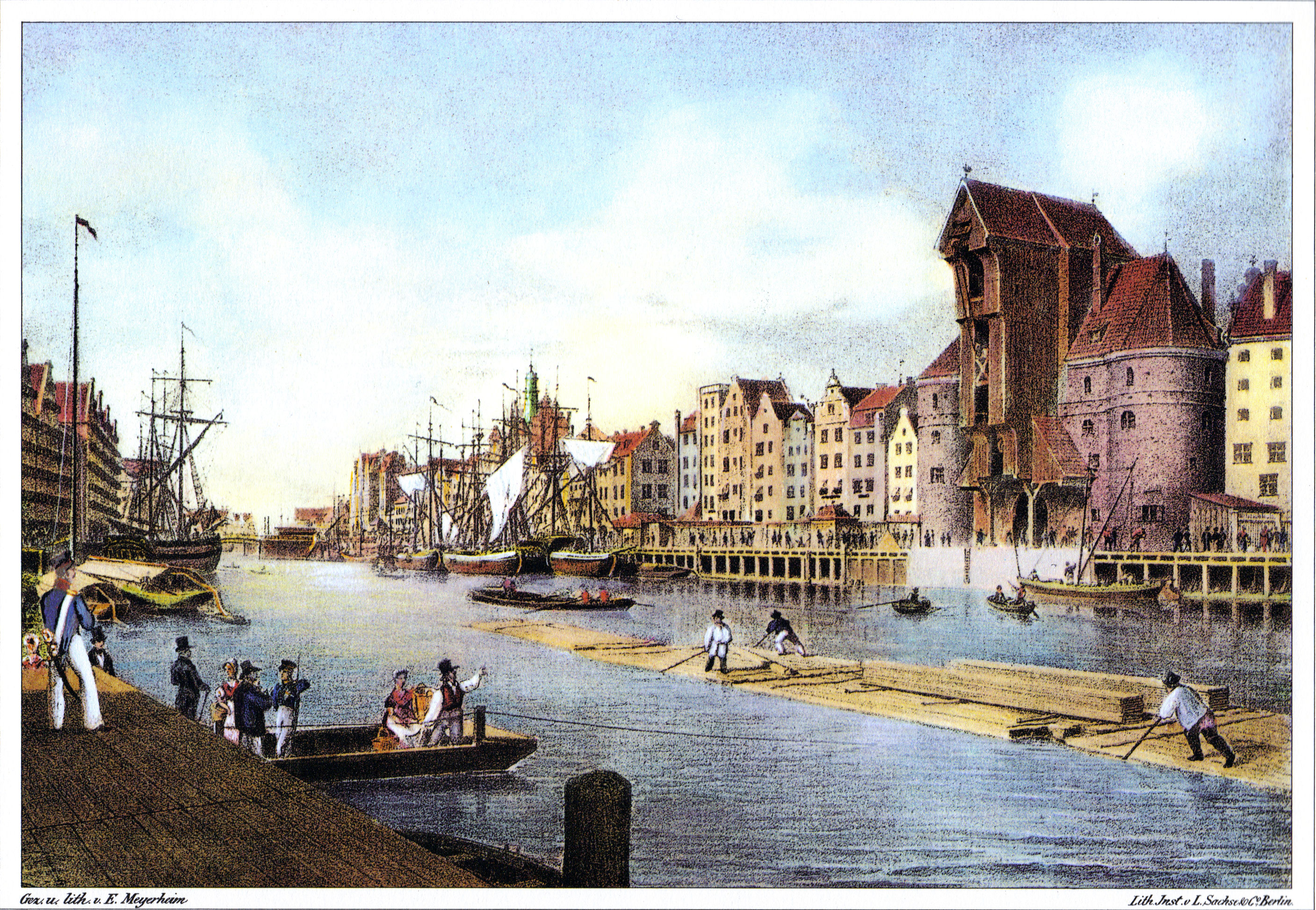
Gdańsk, ok. 1850

Po 1850, gdy utworzono połączenia kolejowe (Bydgoszcz – 1852, Szczecin i Berlin – 1870, Warszawa – 1877), stopniowo sytuacja miasta się poprawiała. Środki wyasygnowane przez Królestwo Prus na rozwój ekonomiczny, zniesienie ceł tranzytowych (co miało rozwinąć stosunki handlowe), a także budowa nowych stoczni i fabryk (np. Królewska Fabryka Karabinów), okazały się jednak niewystarczające – Gdańsk nie mógł się dynamicznie rozwijać bez wykorzystania zaplecza gospodarczego Polski.

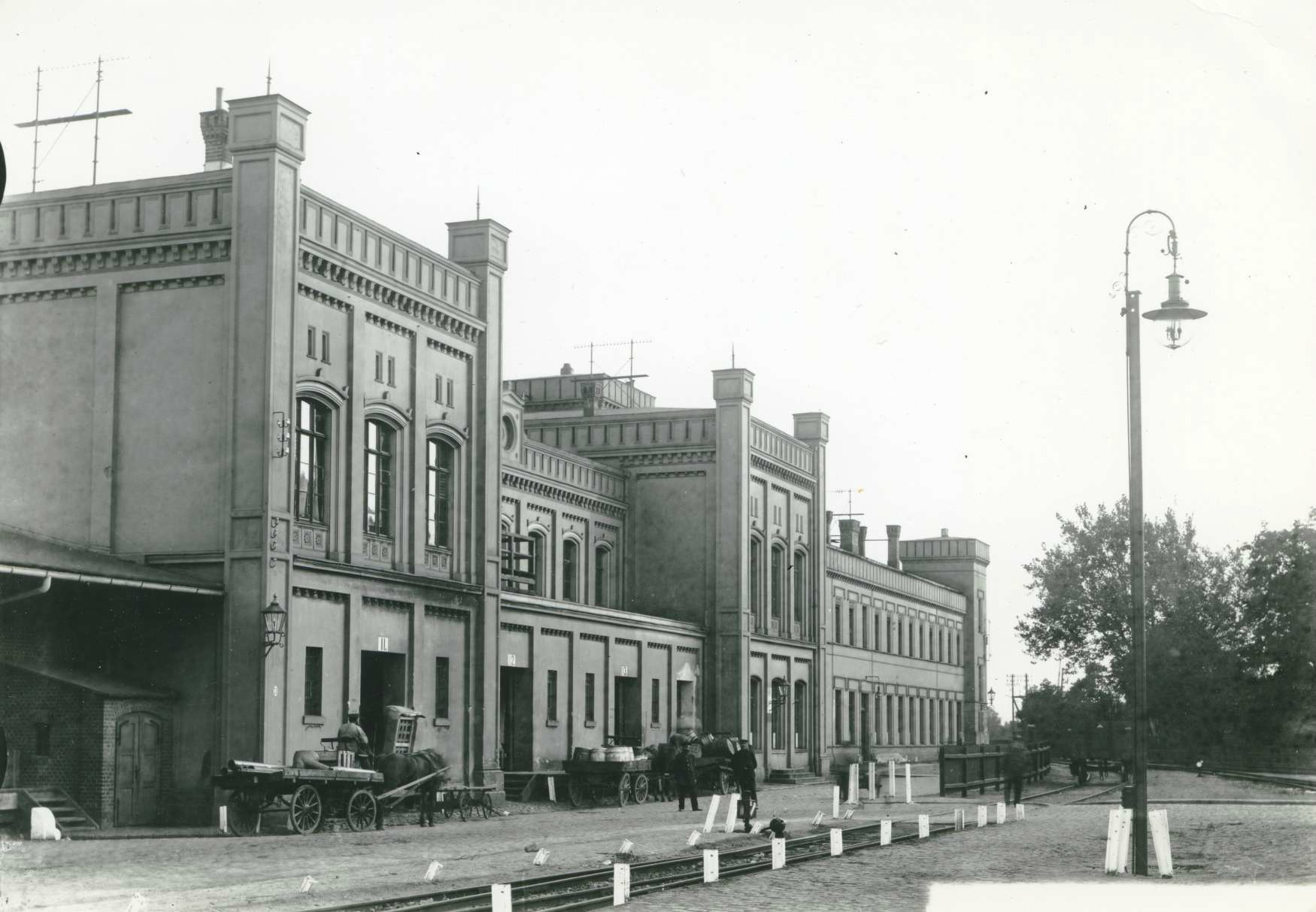
Gdańsk Brama Nizinna – pierwszy dworzec kolejowy w mieście

Za kadencji nadburmistrza Leopolda von Wintera w Gdańsku wybudowano system kanalizacyjny (1869–1871) oraz sieć wodociągową (1879), która zamiast klasycznej wieży ciśnień wykorzystywała podziemny, grawitacyjny Zbiornik na Oruni. Uruchomiono pierwszą linię tramwajów konnych (1873) oraz utworzono kąpielisko miejskie na Westerplatte. Wybrukowano również większość ulic oraz chodników.
W Gdańsku tradycyjnie dominującą rolę odgrywały kultura i język niemiecki. Mimo to, szczególnie wskutek industrializacji miasta i napływu ludności wiejskiej, w XIX i na początkach XX wieku istniał silny ośrodek polskości. W mieście działały różne organizacje i stowarzyszenia, m.in. utworzona w 1849 organizacja polityczna Liga Polska, Towarzystwo Ludowe „Jedność” (od 1884), Towarzystwo Śpiewacze „Lutnia” (od 1891), Towarzystwo Gimnastyczne „Sokół” (od 1894). W 1901 utworzono w Gdańsku największy na Pomorzu polski bank spółdzielczy, w 1906 Zjednoczenie Zawodowe Polskie. Wydawano również polskie czasopisma i druki, w XIX wieku wychodziło ich ponad 150, od 1891 ukazywała się w języku polskim „Gazeta Gdańska”, a od 1908 gazeta „Gryf”. Po odzyskaniu przez Polskę niepodległości (11 listopada 1918) i utworzeniu II Rzeczypospolitej, powołano polską Radę Ludową, przekształconą 14 listopada 1918 w Podkomisariat Naczelnej Rady Ludowej na Prusy Królewskie (zlikwidowany w sierpniu 1919).

## Wolne Miasto Gdańsk

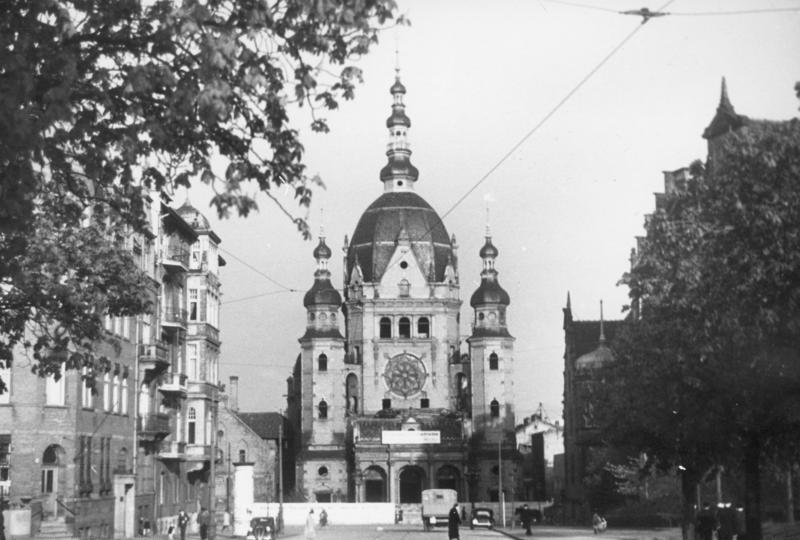
Wielka Synagoga w Gdańsku

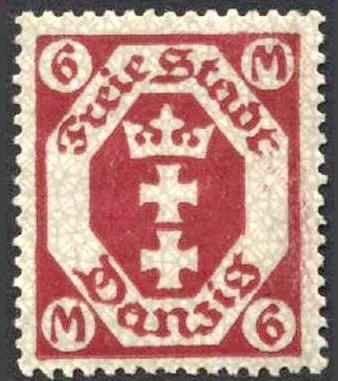
Znaczek pocztowy WMG

Od 1920 Gdańsk ponownie stał się Wolnym Miastem (według postanowień traktatu wersalskiego z 1919), w którym uprawnienia polityczne i gospodarcze Polski były systematycznie bojkotowane przez władze miasta, zamieszkanego w zdecydowanej większości przez ludność niemiecką. Według szacunków, w 1923 ludność polska mogła stanowić 15% mieszkańców miasta, a w 1939 – ok. 10%.
W 1925 na terenie Wolnego Miasta została utworzona katolicka diecezja gdańska.
W 1933 do władzy w Wolnym Mieście doszli narodowi socjaliści. Przystąpili do likwidacji systemu demokratycznego poprzez prześladowanie opozycji; w kolejnych latach mnożyły się prowokacje antypolskie oraz prześladowania działaczy i organizacji polskich.
W 1939 gmina żydowska w Gdańsku liczyła 9000 osób (ok. 8000 wyemigrowało przed wybuchem II wojny światowej, reszta zginęła w obozach niemieckich).

## Okres III Rzeszy

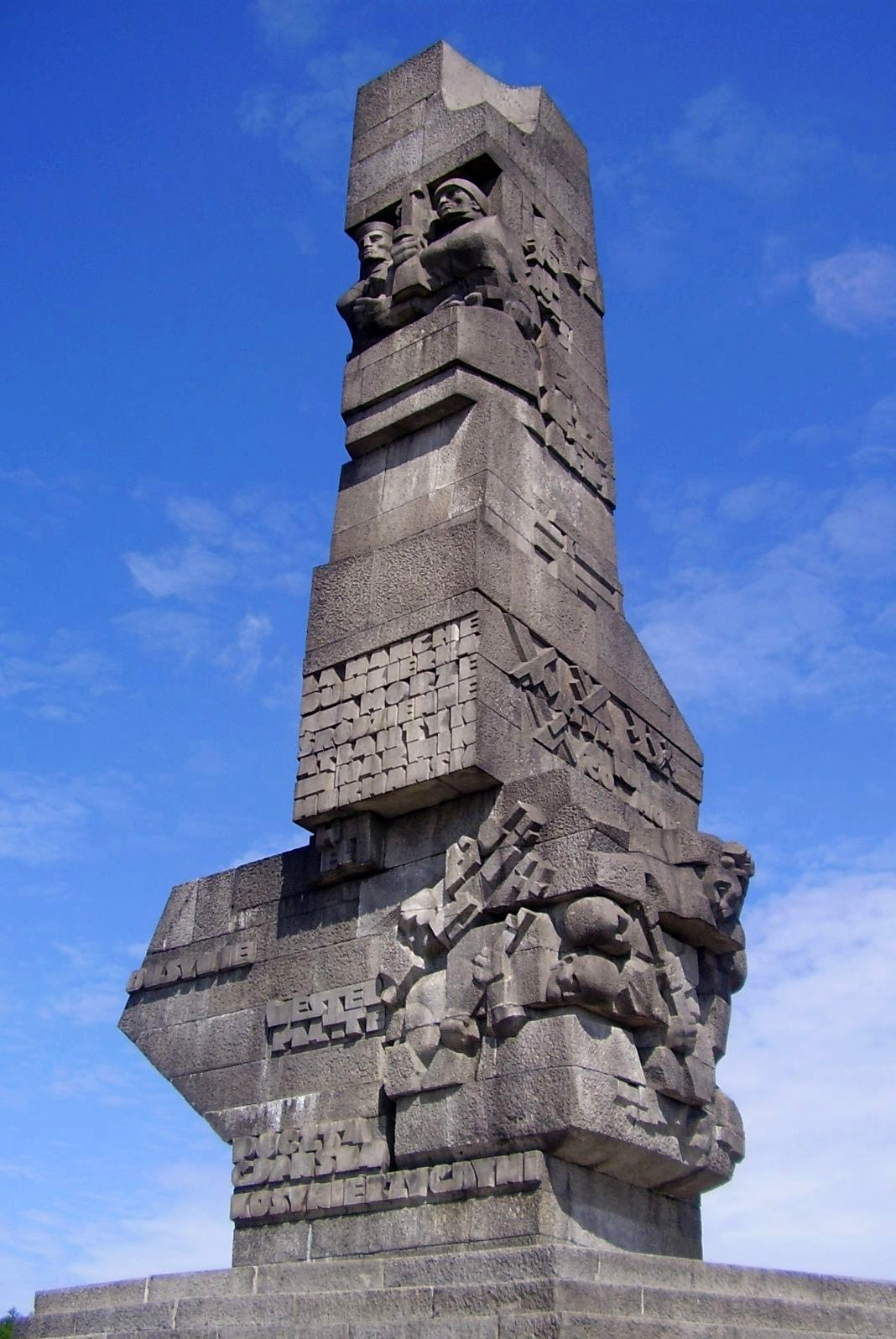
Pomnik Obrońców Wybrzeża na Westerplatte

1 września 1939 salwa z okrętu „Schleswig-Holstein” na Westerplatte rozpoczęła II wojnę światową. 1 września miała miejsce bohaterska obrona Poczty Polskiej w Gdańsku, a w dniach 1–7 września trwała obrona Westerplatte.
W czasie wojny miały miejsce masowe zbrodnie niemieckie na inteligencji i członkach polskich organizacji, m.in. egzekucje w Piaśnicy Wielkiej (ok. 10–12 tys. ofiar). Ofiary zbrodni popełnionych na terenie Gdańska wywożono na cmentarz na Zaspie. Od września 1939 w Gdańsku znajdował się obóz przejściowy (niem. Durchgangslager) dla Polaków, następnie 3 podobozy obozu koncentracyjnego Stutthof, 2 filie obozu jenieckiego w Malborku (Stalag XX B) oraz 14 obozów pracy przymusowej dla więźniów różnych narodowości – skierowanych do pracy m.in. w stoczniach gdańskich przestawionych na produkcję zbrojeniową dla Kriegsmarine (np. okrętów podwodnych).

## Czasy powojenne i okres PRL-u

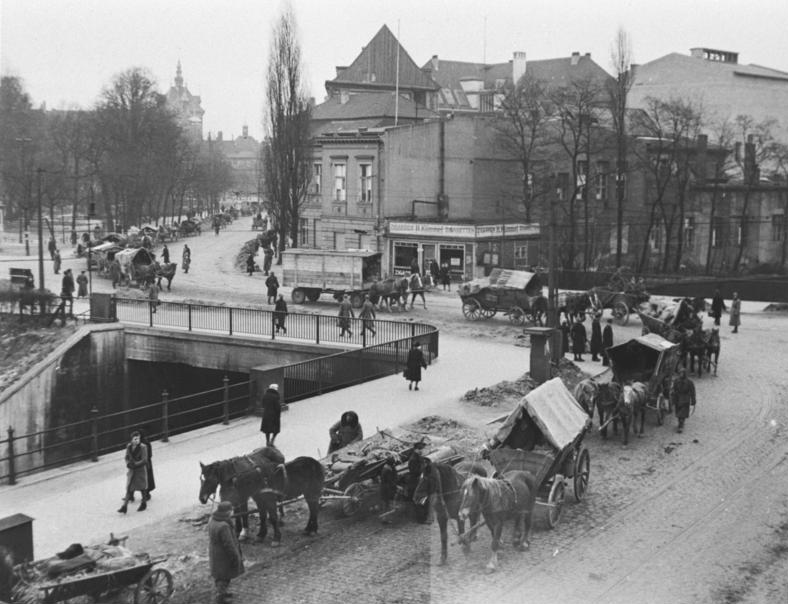
Gdańsk – Niemcy uchodzący przed Armią Czerwoną w lutym 1945 na Hucisku

Pod koniec marca 1945 wojska radzieckie i polskie wchodzące w skład 2 Frontu Białoruskiego przystąpiły do szturmu na miasto. 30 marca 1945 miasto zostało zdobyte i w znacznej części zniszczone. Zniszczeniu uległo m.in. 90% zabytkowego Śródmieścia, przy czym szacuje się, że ok. połowa zniszczeń powstała na skutek nalotów lotniczych w trakcie wojny, bądź ostrzału artyleryjskiego podczas walk, zaś drugą połowę stanowiło burzenie i palenie miasta przez wojska sowieckie.
W rezultacie konferencji poczdamskiej Gdańsk znalazł się pod administracją polską. 9 lipca 1945 po raz pierwszy zebrała się Miejska Rada Narodowa. Od 1945 Gdańsk był siedzibą województwa gdańskiego, utworzonego dekretem z 30 marca 1945. Wcześniej, tymczasową siedzibą województwa był Sopot.
Spośród pozostałych w mieście mieszkańców Wolnego Miasta, ludność niemiecka (ok. 120–130 tys. osób w połowie 1945) w zdecydowanej większości została wysiedlona, zaś ludność polska, po zajęciu Wolnego Miasta przez III Rzeszę zmuszona do podpisania Volkslisty, zobowiązana była poddać się procedurze weryfikacji organizowanej przez nowe władze. Od połowy 1945 Gdańsk był celem licznych transportów przymusowych polskich wysiedleńców z Kresów Wschodnich. Na podstawie dekretu PKWN z 31 sierpnia 1944 zostały utworzone miejsca odosobnienia, więzienia i ośrodki pracy przymusowej dla „hitlerowskich zbrodniarzy oraz zdrajców narodu polskiego”. Obóz pracy nr 97 Ministerstwo Bezpieczeństwa Publicznego utworzyło w Gdańsku.
W listopadzie 1948 roku zwodowano rudowęglowiec „Sołdek”, pierwszy statek pełnomorski zbudowany w Polsce. Statkowi nadano imię jednego z pierwszych przodowników pracy w przemyśle stoczniowym.

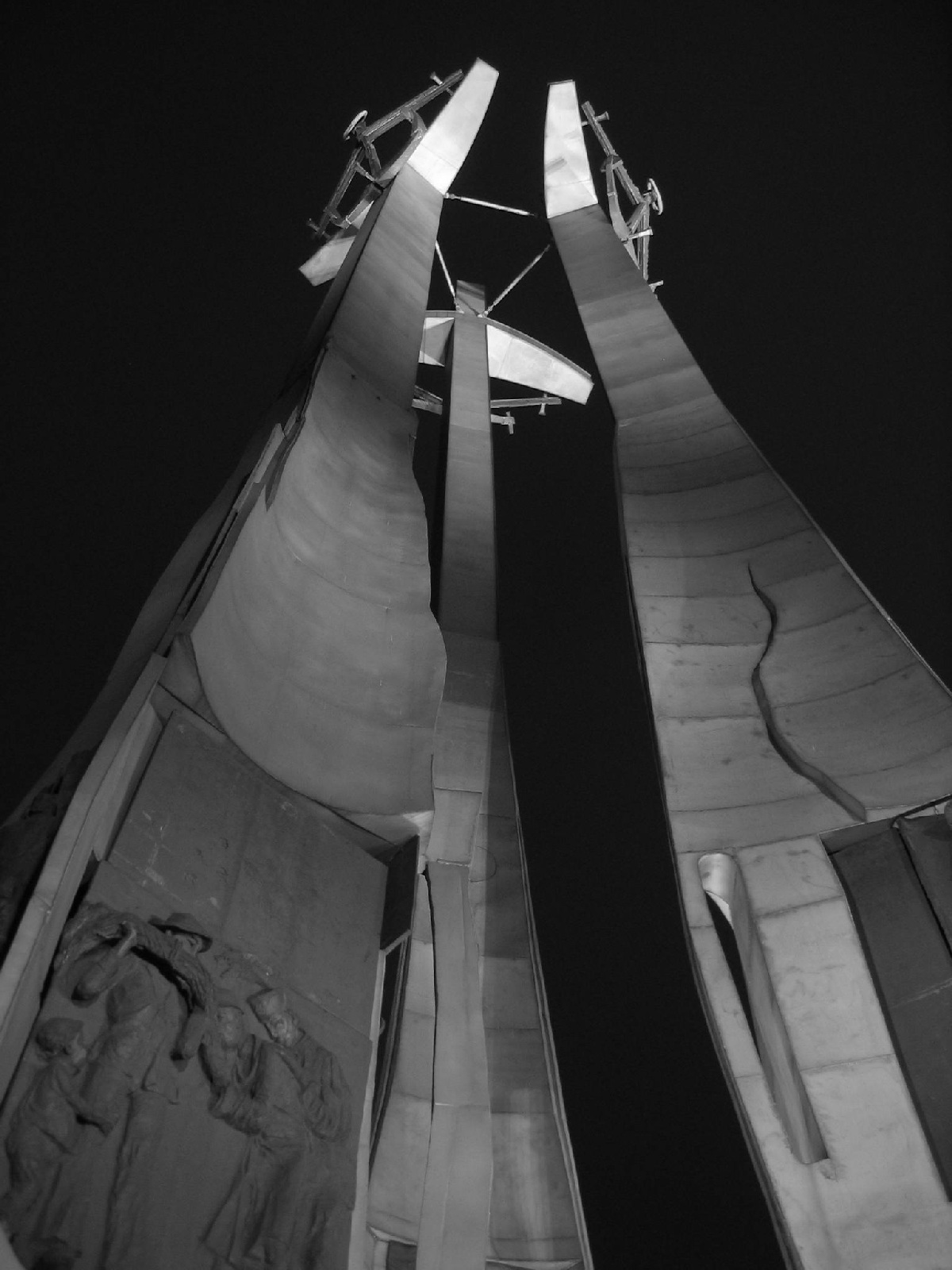
Pomnik Poległych Stoczniowców – ofiar pacyfikacji podczas wydarzeń Grudnia 1970

Podczas Wydarzeń Marcowych w 1968 w Gdańsku odbywały się manifestacje (bez skrupułów stłumione przez MO) oraz wiece na uczelniach, które na Politechnice przybrały formę strajku.

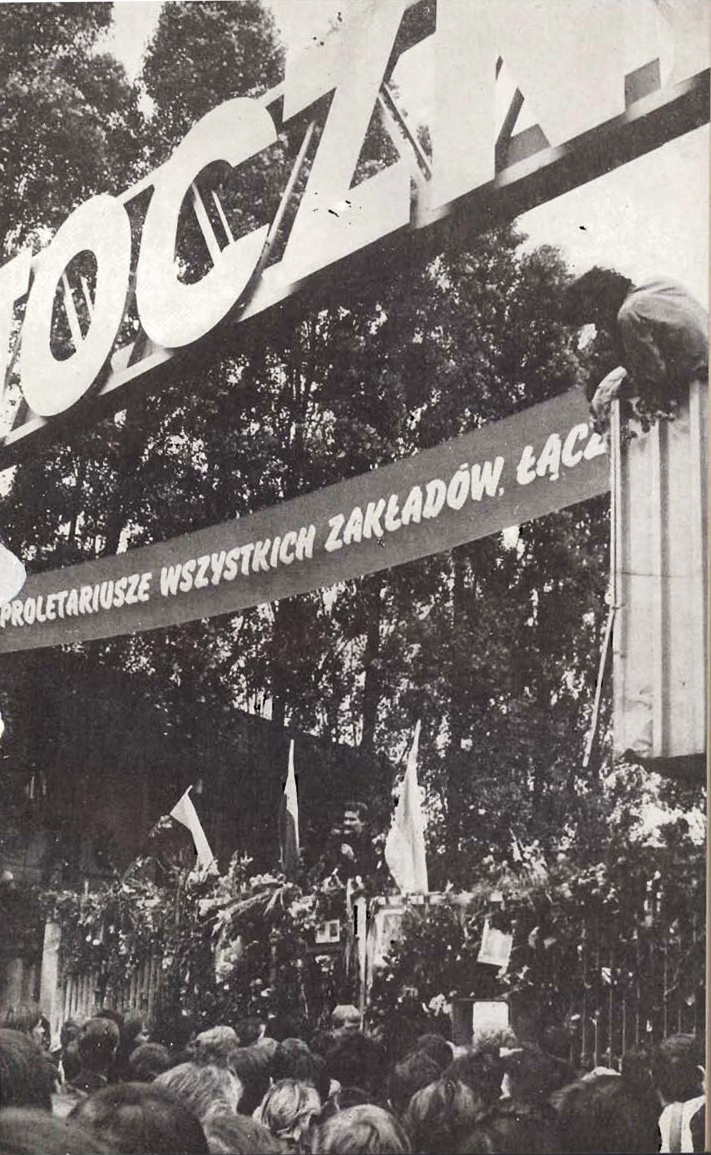
Sierpień 1980

Podczas wydarzeń Grudnia 1970, rozpoczął się strajk w Stoczni Gdańskiej. Doszło do walk ulicznych i starć z organami bezpieczeństwa, a w efekcie do podpalenia gmachu Komitetu Wojewódzkiego Polskiej Zjednoczonej Partii Robotniczej, w czasie trwającego wiecu protestacyjnego. Milicja i wojsko użyły broni przeciwko demonstrantom, zatrzymano ok. 3000 ludzi, byli zabici i ranni (według danych oficjalnych 44 ofiary śmiertelne).
31 sierpnia 1980 podpisano porozumienia sierpniowe, kończące falę protestów robotniczych i strajków. Porozumienie gwarantowało m.in. powstanie pierwszych niezależnych związków zawodowych. Wydarzenia te przyjmuje się jako początek procesu obalenia systemu komunistycznego we Europie Wschodniej. Rok później w Hali Olivii odbył się krajowy Zjazd „Solidarności”.
W 1983 gdańszczanin Lech Wałęsa został uhonorowany Pokojową Nagrodą Nobla.
W 1987 do Gdańska z wizytą przybył Jan Paweł II.

## Czasy III Rzeczypospolitej
W roku 1992 diecezja gdańska została podniesiona do rangi archidiecezji.

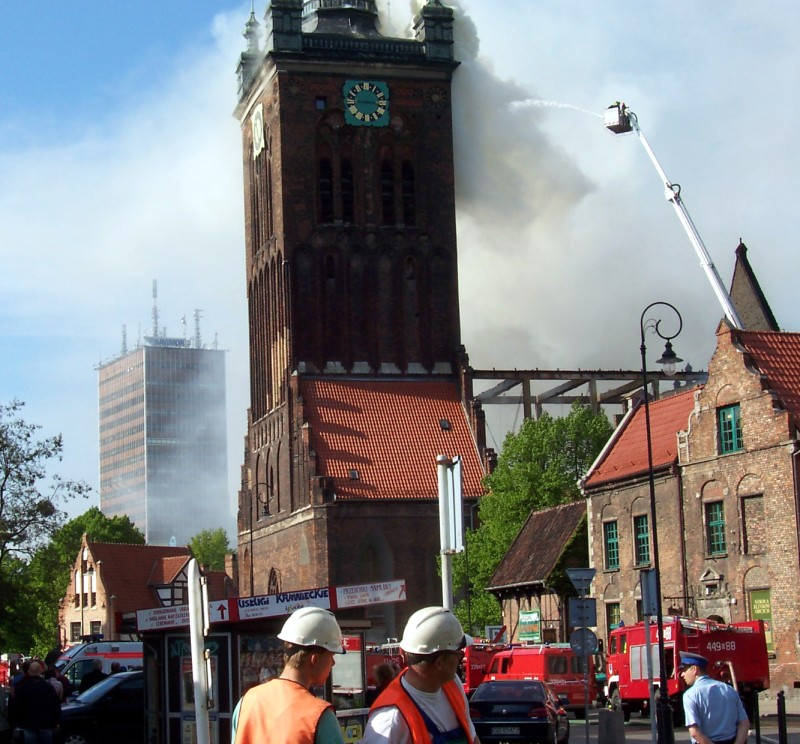
Pożar kościoła św. Katarzyny

W 1997 uroczyście obchodzono 1000-lecie Gdańska.
W 2001 r. miała miejsce powódź w Gdańsku.
W 2005 uroczyście obchodzono 25-lecie powstania NSZZ „Solidarność”. Wśród wielu konferencji, wystaw i pokazów, na terenie Stoczni Gdańskiej odbył się koncert Jeana-Michela Jarre’a, który zgromadził ponad 100-tysięczną widownię.
22 maja 2006 wybuchł pożar w kościele św. Katarzyny. Spłonęły dachy nad wszystkimi trzema nawami, uszkodzeniu uległy hełm wieży i znajdujący się w niej carillon.
21 kwietnia 2010 pochowano w Gdańsku Macieja Płażyńskiego i Annę Walentynowicz – ofiary katastrofy polskiego samolotu rządowego pod Smoleńskiem.
13 stycznia 2019 w Gdańsku doszło do zamachu na prezydenta miasta Pawła Adamowicza podczas gdańskiego finału Wielkiej Orkiestry Świątecznej Pomocy. Prezydent zmarł następnego dnia, a jego obowiązki przejęła tymczasowo Aleksandra Dulkiewicz (później wybrana na prezydenta Gdańska).